# David Hasselhoff
David Michael Hasselhoff (Baltimore, Maryland, 1952. július 17. –) amerikai színész, énekes és dalszövegíró.
Színészként leginkább a Knight Rider és Baywatch című sorozatok főszereplőjeként ismert. Ugyancsak sikeres zenei karriert futott be, főként Németországban és Ausztriában. Pályafutása későbbi szakaszában főként különböző tehetségkutató műsorokban zsűrizik.

## Énekes karrier
David Hasselhoff családja német származású, az 1860-as évek tájékán vándoroltak ki ősei Bréma környékéről Baltimore-ba. Hasselhoffnak ezenkívül még vannak ír és angol gyökerei is. Amint színészként megszilárdult helyzete, megkísérelt áttérni a zeneiparba. Az 1985-ös Night Rocker című albumával debütált, miközben folytatta filmes karrierjét. Két mérsékelten sikeres album után 1989-ben, a berlini fal leomlását követően elkészítette Looking for Freedom című albumát.
A dalt Németországban már-már himnuszként játszották és az album arany és tripla platina lett. Három hónapig a toplisták élén sikerült maradnia.

## Diszkográfia
| Év   | Album                      | Kiadó                 |
| ---- | -------------------------- | --------------------- |
| 1984 | Night Rocker               | Epic Records          |
| 1987 | Loving Feelings            | CBS Records           |
| 1989 | Looking for Freedom        | BMG Ariola Records    |
| 1990 | Crazy for You              | BMG Ariola Records    |
| 1991 | David                      | White Records         |
| 1992 | Everybody Sunshine         | White Records         |
| 1993 | You Are Everything         | Ariola Records        |
| 1993 | Miracle of Love            | BMG Ariola            |
| 1994 | Du                         | BMG Ariola Media GmbH |
| 1997 | Hooked On a Feeling        | Polydor Records       |
| 2004 | Sings America              | Edel Records          |
| 2004 | The Night Before Christmas | Edel Records          |

### Kislemezek
| Év   | Kislemez                                     | Album                 |
| ---- | -------------------------------------------- | --------------------- |
| 1984 | Get the message                              | -                     |
| 1987 | Stay/Les kids de KITT                        | -                     |
| 1989 | Our first night together                     | Night Rocker          |
| 1989 | Looking for freedom                          | Looking For Freedom   |
| 1989 | Is everybody happy?                          | Looking For Freedom   |
| 1990 | Crazy for You                                | Crazy For You         |
| 1990 | Je t'aime means I love you                   | Looking For Freedom   |
| 1990 | Song of The Night                            | Crazy For You         |
| 1990 | Freedom for the world                        | Crazy For You         |
| 1991 | Let’s dance tonight                          | Crazy For You         |
| 1991 | Do the limbo dance                           | David                 |
| 1991 | Gipsy girl                                   | David                 |
| 1991 | Hands up for Rock’n’Roll                     | David                 |
| 1991 | Casablanca                                   | David                 |
| 1992 | Everybody Sunshine                           | Everybody Sunshine    |
| 1992 | The girl forever                             | Everybody Sunshine    |
| 1992 | Darling I love you                           | Everybody Sunshine    |
| 1993 | Dance dance d’amour                          | You Are Everything    |
| 1993 | Wir zwei allein                              | You Are Everything    |
| 1993 | Pingu Dance                                  | -                     |
| 1993 | If I could only say goodbye                  | Miracle of Love       |
| 1994 | Au ciel, une ètoile                          | -                     |
| 1994 | The best is yet to come                      | Miracle of Love       |
| 1994 | Summer of love                               | Du                    |
| 1994 | Du                                           | Du                    |
| 1995 | Falling in love                              | Looking for… the best |
| 1995 | I believe                                    | Looking for… the best |
| 1996 | Looking for freedom                          | Remix                 |
| 1997 | Hooked on a feeling                          | Hooked On a Feeling   |
| 1997 | Hold on my love                              | Hooked on a Feeling   |
| 1997 | More than words can say                      | Hooked on a Feeling   |
| 1998 | More than words can say (Helena Vondràckovà) | Hooked on a Feeling   |
| 2004 | City of New Orleans                          | Sings America         |
| 2004 | Please come home for Christmas               | -                     |
| 2005 | Do the limbo dance                           | Remix                 |
| 2006 | Jump in my car                               | -                     |

## Filmjei
| Év   | Cím                            | Eredeti cím                            | Szerep                        | Magyar hang                                            | Rendező                                                  |
| ---- | ------------------------------ | -------------------------------------- | ----------------------------- | ------------------------------------------------------ | -------------------------------------------------------- |
| 2017 |                                | Killing Hasselhoff                     | The Hoff                      |                                                        | Darren Grant                                             |
| 2017 | A galaxis őrzői vol. 2.        | Guardians of the Galaxy Vol. 2         | önmaga                        | Forgács Péter                                          | James Gunn                                               |
| 2017 | Baywatch                       | Baywatch                               | mentor                        | Forgács Péter                                          | Seth Gordon                                              |
| 2015 |                                | Alleluia! The Devil's Carnival         | díszítő                       |                                                        | Darren Lynn Bousman                                      |
| 2014 | Felnyomva                      | Stretch                                | önmaga                        | Forgács Péter                                          | Joe Carnahan                                             |
| 2012 |                                | Keith Lemon: The Film                  | önmaga                        |                                                        | Paul Angunawela                                          |
| 2012 | Piranha 3DD                    | Piranha 3DD                            | Önmagát alakítja              | Forgács Péter                                          | John Gulager                                             |
| 2011 | Hopp                           | Hop                                    | Önmagát alakítja              | Forgács Péter                                          | Tim Hill                                                 |
| 2010 |                                | Dancing Ninja                          | Ansel Ladouche                |                                                        | Michell Klebanoff                                        |
| 2007 | Lejárt lemez                   | Kickin It Old Skool                    | Önmagát alakítja              | Juhász György                                          | Harvey Glazer                                            |
| 2006 | Távkapcs                       | Click                                  | Michael főnöke                | Forgács Péter                                          | Frank Coraci                                             |
| 2004 | Spongyabob – A mozifilm        | The SpongeBob SquarePants Movie        | Önmaga                        | Forgács Péter                                          | Stephen Hillenburg                                       |
| 2004 | Kidobós: Sok flúg disznót győz | Dodgeball: A True Underdog Story       | német edző                    | Eredeti hang                                           | Rawson Marshall Thurber                                  |
| 2004 | Szégyen és gyalázat            | A Dirty Shame                          | önmaga                        |                                                        | John Waters                                              |
| 2003 | Szökevény futam                | Fugitives Run                          | Clint                         | Forgács Péter                                          | Alan Smithee                                             |
| 2002 | Az új fiú                      | The New Guy                            | Önmaga                        | Forgács Péter                                          | Ed Decter                                                |
| 2001 |                                | Jekyll & Hyde: Direct from Broadway    | Dr. Henry Jekyll              |                                                        | Don Roy King                                             |
| 2000 | Isten hozta Hollywoodban       | Welcome to Hollywood                   | Önmaga                        |                                                        | Tony Markes Adam Rifkin                                  |
| 2000 |                                | The Target Shoots First                | Önmaga                        |                                                        | Christopher Wilcha                                       |
| 1999 | A nagy hajcihő                 | The Big Tease                          | Önmaga                        | Forgács Péter                                          | Kevin Allen                                              |
| 1998 | Végzetes fotók                 | Legacy                                 | Jack Scott                    | Forgács Péter                                          | T.J. Scott                                               |
| 1998 |                                | Baywatch: White Thunder at Glacier Bay | Mitch Buchannon               |                                                        | Douglas Schwartz                                         |
| 1996 | Égiposta                       | Dear God                               | Önmaga                        |                                                        | Garry Marshall                                           |
| 1995 |                                | Baywatch the Movie: Forbidden Paradise | Mitch Buchannon               |                                                        | Douglas Schwartz                                         |
| 1994 | Lavina                         | Avalanche                              | Duncan Snyder                 |                                                        | Paul Shapiro                                             |
| 1990 | Véres leszámolás               | The Final Alliance                     | Will Colton                   | Forgács Péter                                          | Mario DiLeo                                              |
| 1989 | Óvatlan fejvadászok            | Bail Out                               | Roger "White Bread" Donaldson | Kőszegi Ákos (1. szinkron) Forgács Péter (2. szinkron) | Max Kleven                                               |
| 1988 | Boszorkányság                  | Witchery                               | Gary                          | Forgács Péter                                          | Fabrizio Laurenti                                        |
| 1988 | Tökkelütött trió 2.            | Three Crazy Jerks II                   | Michael Trutz von Rhein       |                                                        | Holm Dressler Thomas Gottschalk                          |
| 1988 | Szelíd terminátorok            | Starke Zeiten                          | David                         | Benkő Péter (1. szinkron) Forgács Péter (2. szinkron)  | Klaudi Fröhlich Helmut Fischer Rolf Olsen Sigi Rothemund |
| 1979 | Csillagháború                  | Starcrash                              | Simon herceg                  |                                                        | Luigi Cozzi                                              |
| 1976 | A pompomlányok bosszúja        | Revenge of the Cheerleaders            | Boner                         |                                                        | Richard Lerner                                           |
| 1975 |                                | The Lion Roars Again                   | modell                        |                                                        | Jack Haley, Jr.                                          |

### Televíziós szerepek
| Év        | Magyar cím                        | Eredeti cím                                   | Szerep                           | Megjegyzések                                                                        |
| --------- | --------------------------------- | --------------------------------------------- | -------------------------------- | ----------------------------------------------------------------------------------- |
| 1975–1982 | Nyughatatlan fiatalok             | The Young and the Restless                    | Dr. William "Snapper" Foster Jr. | főszereplő                                                                          |
| 1982–1986 | Knight Rider                      | Knight Rider                                  | Michael Knight                   | főszereplő magyar hangja Forgács Péter                                              |
| 1984      |                                   | Diff'rent Strokes                             | önmaga                           | 1 epizód                                                                            |
| 1984      | A Cartier-ügy                     | The Cartier Affair                            | Curt Taylor                      | tévéfilm                                                                            |
| 1984      |                                   | Kids incorporated                             | önmaga                           | 1 epizód                                                                            |
| 1985      | Hasfelmetsző Jack Arizonában      | Bridge Across Time                            | Don Gregory                      | tévéfilm magyar hangja Kautzky Armand (1. szinkron) Haás Vander Péter (2. szinkron) |
| 1988      | Perry Mason – Hölgy a tóban       | Perry Mason: The Case of the Lady in the Lake | Bill Travis                      | tévéfilm                                                                            |
| 1989–2000 | Baywatch                          | Baywatch                                      | Mitch Buchannon                  | főszereplő magyar hangja Forgács Péter                                              |
| 1989      | Tűz és eső                        | Fire and Rain                                 | Dr. Dan Meyer                    | tévéfilm                                                                            |
| 1991      | Knight Rider 2000                 | Knight Rider 2000                             | Michael Knight                   | tévéfilm magyar hangja Forgács Péter                                                |
| 1992      |                                   | The Bulkin Trail                              | Michael Bulkin                   | tévéfilm                                                                            |
| 1992      | Modern muskétások                 | Ring of the Musketeers                        | John Smith D'Artagnan            | tévéfilm magyar hangja Forgács Péter (1. szinkron) Tarján Péter (2. szinkron)       |
| 1994      | Lavina                            | Avalanche                                     | Duncan Snyder                    | tévéfilm magyar hangja Forgács Péter                                                |
| 1995–1997 | Baywatch – Forró éjszakák         | Baywatch Nights                               | Mitch Buchannon                  | főszereplő magyar hangja Forgács Péter                                              |
| 1996      |                                   | Gridlock                                      | Jake Gorsky                      | tévéfilm                                                                            |
| 1997      |                                   | Night Man                                     | Katrina asszisztense             | 1 epizód                                                                            |
| 1998      | Nick Fury – Zűrös csodaügynök     | Nick Fury: Agent of S.H.I.E.L.D.              | Nick Fury                        | tévéfilm magyar hangja Forgács Péter                                                |
| 1999      | Űrbalekok                         | 3rd Rock from the Sun                         | Dr. Lasker                       | 1 epizód                                                                            |
| 2000      | Egy igaz szerelem                 | One True Love                                 | Mike Grant                       | tévéfilm magyar hangja Forgács Péter                                                |
| 2001      | Shaka Zulu – Az erőd              | Shaka Zulu: The Citadel                       | Mungo Prentice                   | tévéfilm magyar hangja Forgács Péter                                                |
| 2001      |                                   | Fear Factor                                   | önmaga                           | 1 epizód                                                                            |
| 2002      | Divatalnokok                      | Just Shoot Me!                                | önmaga                           | 1 epizód                                                                            |
| 2003      | Baywatch – Hawaii esküvő          | Baywatch: Hawaiian Wedding                    | Mitch Buchannon                  | tévéfilm magyar hangja Forgács Péter                                                |
| 2006      | Szívem csücskei                   | Still Standing                                | Gary Maddox                      | 1 epizód                                                                            |
| 2006–2009 |                                   | America’s Got Talent                          | önmaga                           | zsűritag                                                                            |
| 2006–2012 | Robotcsirke                       | Robot Chicken                                 | különböző karakter (hang)        | 4 epizód                                                                            |
| 2008      | Knight Rider                      | Knight Rider                                  | Michael Knight                   | tévéfilm magyar hangja Forgács Péter                                                |
| 2008      | Anakonda 3. – Az ivadék           | Anaconda 3: Offspring                         | Stephen Hammett                  | tévéfilm magyar hangja Forgács Péter                                                |
| 2010      |                                   | The Hasselhoffs                               | önmaga                           | főszereplő                                                                          |
| 2010      |                                   | Dancing with the Stars                        | önmaga                           | versenyző                                                                           |
| 2010      |                                   | Celebrity Juice                               | önmaga                           | Szereplő                                                                            |
| 2011      |                                   | Big Brother                                   | önmaga                           | 1 epizód                                                                            |
| 2011      |                                   | Chris Moyles' Quiz Night                      | The Hoff                         | 1 epizód                                                                            |
| 2011      |                                   | Ask Rhod Gilbert                              | Authenticator                    | 1 epizód                                                                            |
| 2011      |                                   | Never Mind the Buzzcocks                      | önmaga                           | műsorvezető                                                                         |
| 2011      | Kemény motorosok                  | Sons of Anarchy                               | Dondo Elgarian                   | 1 epizód                                                                            |
| 2012      |                                   | The Christmas Consultant                      | Owen                             | tévéfilm                                                                            |
| 2012      |                                   | The Celebrity Apprentice Australia            | önmaga                           | 1 epizód                                                                            |
| 2013      |                                   | Promi Big Brother                             | önmaga                           | Szereplő                                                                            |
| 2014      |                                   | Newsreaders                                   | önmaga                           | 3 epizód                                                                            |
| 2014      | Amcsi benzinfalók                 | Fast N' Loud                                  | önmaga                           | 2 epizód                                                                            |
| 2015–2016 |                                   | Hoff the Record                               | önmaga                           | főszereplő                                                                          |
| 2015      | Sharknado 3. – A végső harapás    | Sharknado 3: Oh Hell No!                      | Gilbert Grayson Shepard          | tévéfilm magyar hangja Forgács Péter                                                |
| 2015      | Kung Fury                         | Kung Fury                                     | Hoff 9000 (hang)                 | tévéfilm                                                                            |
| 2016      | Sharknado 4. – A negyedik ébredés | Sharknado: The 4th Awakens                    | Gilbert Shepard                  | tévéfilm                                                                            |
| 2017      | A Nagy Túra                       | The Grand Tour                                | önmaga                           | 1 epizód                                                                            |
| 2019      | SpongyaBob Kockanadrág            | SpongeBob SquarePants                         | önmaga                           | 1 epizód                                                                            |
| 2020      | Majdnem                           | Close Enough                                  | önmaga                           | 1 epizód                                                                            |
| 2021      | Az ifjú Sheldon                   | Young Sheldon                                 | önmaga                           | 1 epizód                                                                            |